# Egon Friedler
Egon Friedler (geboren 13. August 1932 in Wien; gestorben Februar 2022 in Montevideo) war ein uruguayischer jüdischer Journalist.  

## Leben
Egon Friedler war ein Sohn des Kürschners Adolf Friedler und der Paula Rosner, er hatte eine Schwester. Er wuchs in Wien auf. Seine Familie floh nach dem Anschluss Österreichs 1938 nach Uruguay. Er erhielt 1964 die Staatsbürgerschaft Uruguays. 
Friedler besuchte das Liceo Jose Enrique Rodo. Er schloss sich der sozialistischen Jugendorganisation Hashomer Hatzair an. Er studierte die Geige unter anderem bei Kurt Oppenheimer. Friedler heiratete 1952 die Lehrerin Roge Etel Kanovich, sie hatten zwei Töchter. Sie gingen 1953 nach Israel, wo sie soziale Arbeit leisteten, und kehrten 1957 zurück. 
Friedler arbeitete als Musik- und Theaterkritiker für verschiedene Zeitungen. Er engagierte sich in der jüdischen Kulturarbeit in Uruguay, in der Uruguayisch-israelischen Gesellschaft und war zwischen 1962 und 1967 Vertreter im World Jewish Congress. Er übersetzte Belletristik und Sachbücher aus dem Hebräischen, Deutschen und Englischen ins Spanische. 

## Schriften (Auswahl)
- El cooperativismo en Israel. Buenos Aires: Centro de Información de Israel para América Latina, 1963
- Arnold Schönberg: Pionero de la música contemporánea. Buenos Aires: Congreso Judío Latinoamericano, 1976
- Historias más o menos circuncisas. Montevideo: Lapid, 1978
- Judaísmo con la cabeza descubierta. Montevideo: Fin de Siglo, 1994
- Schumannicidio: una antología crítica. Montevideo: Ed. de la Plaza, 1995
- (Mhrsg.): 60 años de la NCI. Nueva Congregación Israelita de Montevideo (NCI). Montevideo: Lugar-Editorial-Fecha, 1996
- La ópera en las pantallas del siglo XXI. Montevideo: Lugar-Editorial-Fecha, 2020